# Hoàng Giang (xã)
Hoàng Giang là một xã thuộc huyện Nông Cống, tỉnh Thanh Hóa, Việt Nam.

## Địa lý - Hành chính
Xã là cửa ngõ đông bắc của huyện Nông Cống, cách huyện lị Nông Cống 13 km và giáp TP.Thanh Hóa và cách Trung tâm TP. Thanh hóa 16 km.
Diện tích toàn xã là 286 ha và dân số 5.200 người (2007).
Đơn vị hành chính gồm 7 thôn: thôn Yên Thái, thôn Kim Sơn, thôn Văn Đôi, thôn Phu Huệ, thôn Cao Hậu, thôn Tháp Lĩnh, thôn Ngọc Tháp.
Địa giới:Chi tiết về Làng Ngọc Tháp https://youtu.be/2td9RXbxhzo
- Phía Bắc giáp xã Đông Nam (thành phố Thanh Hóa)
- Phía đông giáp xã Quảng Yên, xã Quảng Long (huyện Quảng xương)
- Phía tây giáp xã Hoàng Sơn(H. Nông Cống)
- Phía nam giáp xã Tế Tân (H. Nông Cống).

## Giao thông
Các trục đường chính: QL 45 mới, QL 45 cũ, Đường Hoàng Giang - Minh Nghĩa, Đường sắt Bắc Nam.
Từ xa xưa trên địa bàn xã này có tuyến kênh Nhà Lê nối từ  kinh đô Hoa Lư đến Đèo Ngang đi qua, là tuyến đường thủy đầu tiên trong lịch sử Việt Nam và được coi là tuyến đường Hồ Chí Minh trên sông vì những đóng góp cho các cuộc chiến tranh của người Việt (hiện là một đoạn của sông Yên theo tên gọi địa phương).

## Kinh tế
Hoàng Giang với kinh tế đứng thứ 2 toàn huyện, chỉ sau Thị trấn Nông Cống, nơi đây đang được Huyện Nông Cống chọn làm xã điểm để xây dựng xã Nông thôn mới.
(Cần nguồn dữ liệu dẫn chứng, không đáng tin cậy)

## Giáo dục - Y tế
Xã có truyền thống hiếu học, trong đó có dòng họ Lê Sỹ ba đời đỗ tiến sĩ. Hiện nay khu dích nhà thờ họ Lê Sỹ đã được chủ Sở văn hóa thể thao và du lịch tỉnh Thanh Hóa công nhận là di tích LS Cấp tỉnh. khu di tích nằm tại Làng Phu Huệ.
Hiện nay trên địa bàn có các trường sau:
Trường Mầm non Hoàng Giang.
Trường TH Hoàng Giang.
Trường THCS Hoàng Giang.
Xã có trạm ý tế Hoàng Giang đây là nơi khám chữa bệnh sơ cấp cho người dân địa phương, hiện nay bệnh viên đa khoa Tâm Đức Cầu Quan đã đi vào hoạt động.